# Gard Nilssen

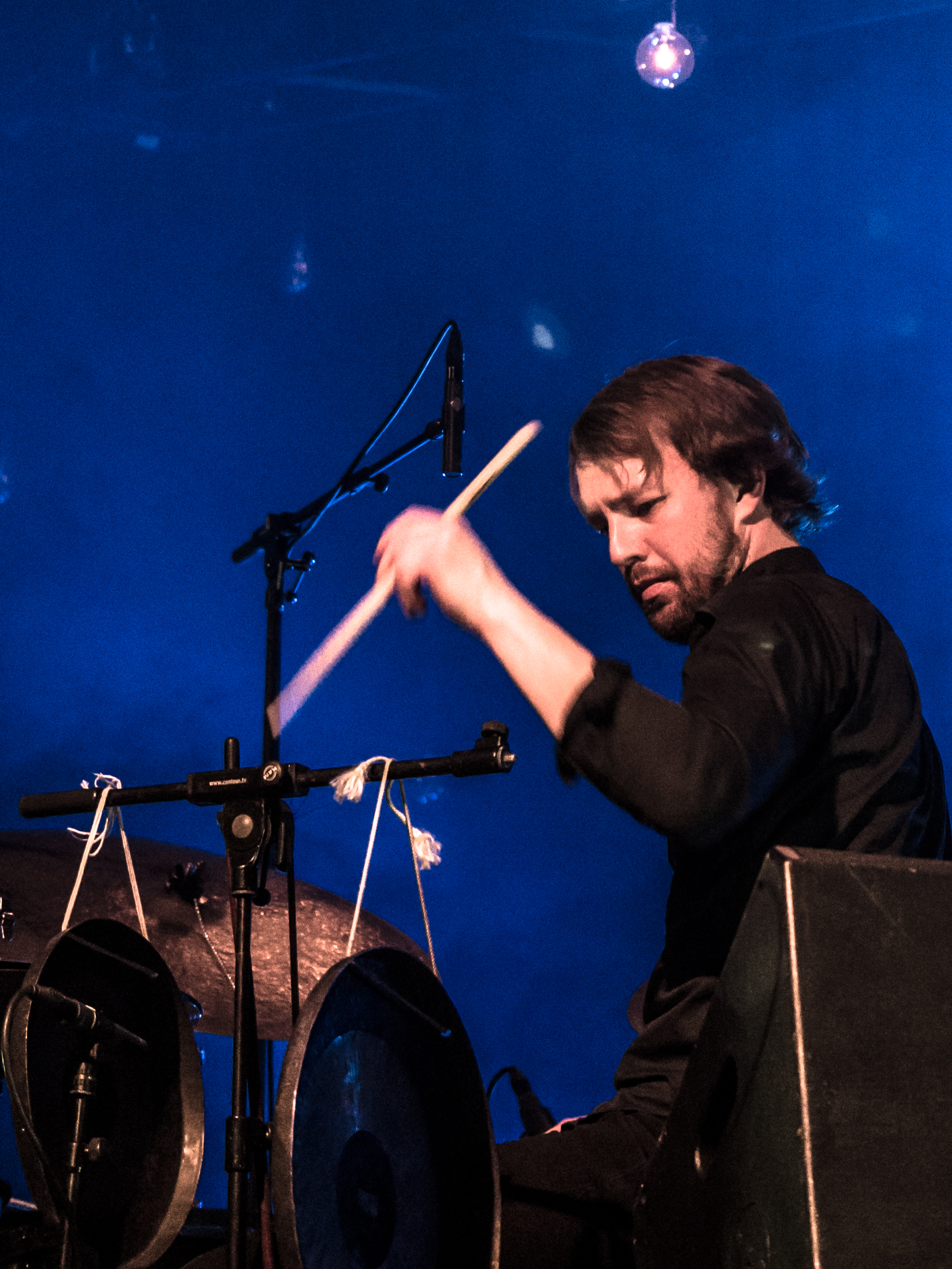
Gard Nilssen (Moers Festival 2015)

Gard Nilssen (* 24. Juni 1983 in Skien) ist ein norwegischer Jazzmusiker (Schlagzeug, auch Vibraphon, und Komposition), der als Mitglied der Gruppen Bushman’s Revenge und Puma bekannt wurde.

## Leben und Wirken
Nilssen studierte bis 2003 Jazz am Trondheim Musikkonservatorium. Mit Øystein Moen und Stian Westerhus bildete er das Trio Puma, das bis 2010 vier Alben vorlegte. Zudem gehört er dem Trio Bushman’s Revenge (gemeinsam mit Rune Nergaard und Even Helte Hermansen) an, das zwischen 2003 und 2019 zehn Alben veröffentlichte. 2013 legte er sein Soloalbum Drumming vor. Mit Morten Qvenild trat er als sPacemoNkey 2015 auf dem Moers Festival auf. 2020 veröffentlichte er mit seinem großformatigen Gard Nilssen Supersonic Orchestra auf Odin das Album If You Listen Carefully the Music Is Yours. Mit seinem Trio Gard Nilsson Acoustic Unity (mit Saxofonist André Roligheten und Bassist Petter Eldh) veröffentlichte er zwischen 2015 und 2022 vier Alben. Auch gehörte er zu den Bands Lord Kelvin (mit Saxofonist Eirik Hegdal und Posaunist Erik Johannessen), Cortex (mit Ola Høyer, Kristoffer Berre Alberts und Thomas Johansson), Astro Sonic und zum Heidi Skjerve Kvintett. Weiterhin ist er auf Alben von Marita Røstad, Team Hegdal, Elvira Nikolaisen/Mathias Eick (I Concentrate on You), Marius Neset/Trondheim Jazz Orchestra, dem internationalen Quartett von Maciej Obara, von Rodrigo Amados Northern Liberties (We Are Electric, 2021) oder Scent of Soil zu hören.  
Nilssen repräsentierte Norwegen in dem Musikerentwicklungsprogramm Take Five. 2006 wurde er mit Puma als junger Jazzmusiker des Jahres von Rikskonsertene und Norsk Jazzforum ausgezeichnet.

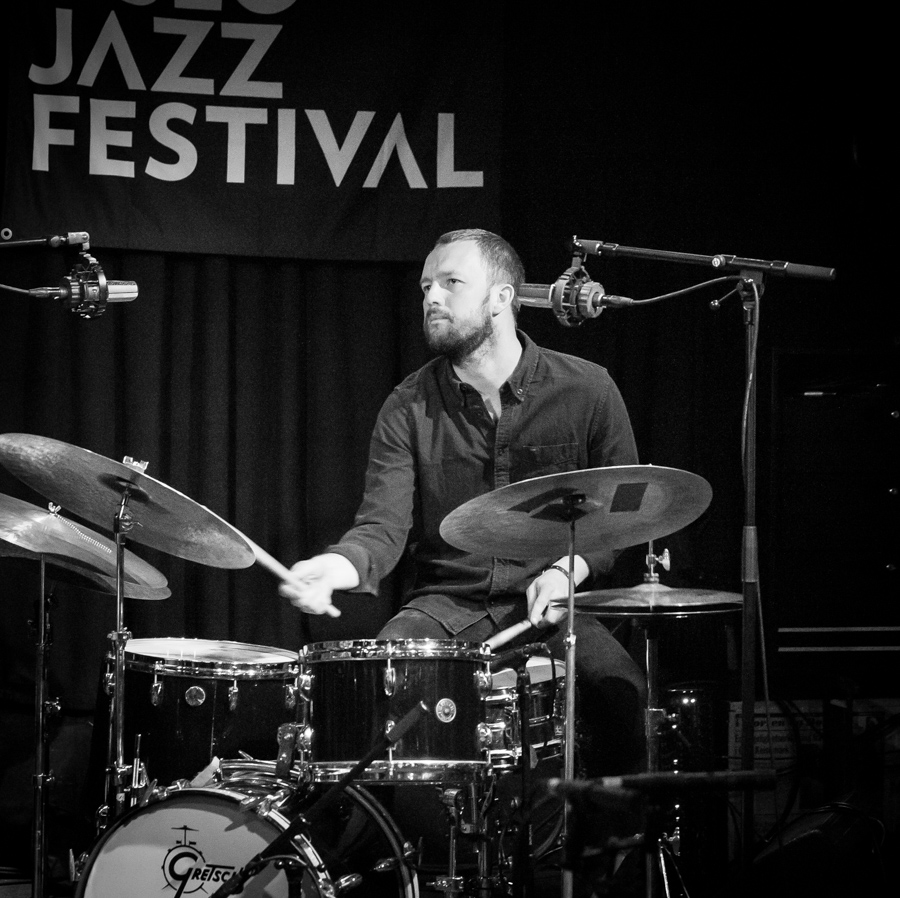
Gard Nilssen, 2016

## Diskographische Hinweise
- Puma Isolationism (Bolage Records, 2007)
- Lord Kelvin: Dances in the Smoke (Jazzland Recordings, 2009)
- Lord Kelvin: Radio Has No Future (Gigafon, 2011)
- Cortex Resection (Bolage Records, 2011)
- Puma Half Nelson Courtship (Rune Grammofon, 2012)
- Bushman’s Revenge Thou Shalt Boogie! (Rune Grammofon, 2013)
- Drumming Music (Gigafon, 2013)
- Gard Nilssen Acoustic Unity: Firehouse (Clean Feed, 2015),  mit André Roligheten, Petter Eldh
- Gard Nilssen Acoustic Unity: Live in Europe (Clean Feed, 2017),  mit André Roligheten, Petter Eldh
- Gard Nilssen Acoustic Unity: To Whom Who Buys a Record (Odin, 2019)[6]
- If You Listen Carefully the Music Is Yours (Odin, 2020)
- Gard Nilssen Acoustic Unity: Elastic Wave (ECM, 2022), mit André Roligheten, Petter Eldh[7]
- Unionen: Unionen (We Jazz, 2024), mit Per Texas Johansson, Ståle Storløkken, Petter Eldh
- Gard  Nilssen Acoustic Unity: Live at the Barbican (2025)